# 日鉄エポキシ製造
日鉄エポキシ製造株式会社（にってつエポキシせいぞう）は、日鉄ケミカル&マテリアルグループの化学メーカーである。エポキシ樹脂を製造する。

## 概要
1957年（昭和32年）4月に発足。1995年（平成7年）8月に新日鐵化学（現・日鉄ケミカル&マテリアル）の子会社となり、2003年（平成15年）3月に完全子会社となった。2010年（平成22年）4月1日付で、東都化成株式会社（とうとかせい、英文社名 Tohto Kasei Co., Ltd.）より新日化エポキシ製造株式会社に社名を変更。同時に製造機能以外の事業を親会社の新日鐵化学に移管した。2018年（平成30年）10月1日付で現社名に変更している。

## 事業所
- 本社 - 東京都中央区日本橋1丁目・日鉄日本橋ビル

（日鉄ケミカル&マテリアル本社と同じ）
- 神戸工場 - 兵庫県神戸市東灘区
- 三田工場 - 兵庫県三田市
- 千葉工場 - 千葉県袖ケ浦市